# Ilja Nieuwland
Ilja Jesse Jurjen Nieuwland (Veendam, 21 september 1970) is een Nederlands wetenschapshistoricus, gespecialiseerd in de geschiedenis van de geologie en paleontologie. Bij het Huygens Instituut werkt hij op het gebied van digitale geesteswetenschappen en data management. Hij werkt actief aan het populariseren van de wetenschapsgeschiedenis, met lezingen, en via verschillende online fora.

## Loopbaan
Hij studeerde geschiedenis aan de Rijksuniversiteit Groningen. Na betrekkingen aan de Universiteit van Potsdam, wederom de Rijksuniversiteit Groningen en buiten de academische wereld, startte hij in 2008 bij het Huygens Instituut voor Nederlandse Geschiedenis met als taak het het ontwikkelen van het Digitaal Wetenschapshistorisch Centrum. Dit platform ontwikkelde zich tot een levendige online én offline gemeenschap voor wetenschapshistorici in Nederland. Daarnaast organiseerde hij vanuit het Huygens Instituut voor Nederlandse Geschiedenis een groot aantal lezingen en symposia over wetenschapsgeschiedenis en digitale geesteswetenschappen.
Als historicus houdt Nieuwland zich vooral bezig met de cultuurgeschiedenis van de wetenschap in de vooroorlogse moderne periode (grofweg 1840-1940), in het bijzonder op het gebied van de geologie en paleontologie. Aan de Rijksuniversiteit Groningen en de Vrije Universiteit Amsterdam werkte hij aan een promotieonderzoek over de geschiedenis van Andrew Carnegies donaties van gipsen afgietsels van de dinosaurus Diplodocus aan Europese musea. Hierop promoveerde hij in 2017 in Groningen. Het proefschrift werd twee jaar later uitgegeven bij University of Pittsburgh Press onder de titel American Dinosaur Abroad. A Cultural History of Carnegie’s Plaster Diplodocus.
Nieuwland werkt momenteel aan een biografie van de Duitse paleontoloog en alleskunner Otto Jaekel. Ook werkt hij aan een boek over de geschiedenis van de Berlijnse treinstations. Daarnaast is Nieuwland redacteur van de boekenserie Chapters in the History of Paleontology en werkt hij samen met verschillende anderen aan een geschiedenis van paleontologische reconstructie. Hij publiceert in academische tijdschriften en laat zich ook zien in meer populariserende media en geeft met regelmaat lezingen over verschillende thema’s. Ten slotte is hij regelmatig gastdocent bij instellingen voor hoger onderwijs in Nederland.

## Publicaties
- The Lost Termini of Berlin: A Biography of the Railway Stations that Shaped the German Capital (De Gruyter, 2024)
- Jaekelwelten: Die Bilder des Paläontologen und Geologen Otto Jaekel (1863-1929) (2023)
- American Dinosaur Abroad: A Cultural History of Carnegie's Plaster Diplodocus (Pittsburgh University Press, 2019)